# Take a Chance
Take a Chance é um filme mudo do gênero comédia produzido nos Estados Unidos em 1918, dirigido por Alfred J. Goulding e com atuação de Harold Lloyd.